# Receptor de glucocorticoides
El receptor de glucocorticoides (GR o GCR) también conocido como NR3C1 (de sus siglas en inglés "nuclear receptor subfamily 3, group C, member 1") es un receptor nuclear que une ligandos como el cortisol y otros glucocorticoides, y es codificado en humanos por el gen HGNC NR3C1 , situado en el locus cromosómico 5q31.3.
El receptor de glucocorticoides es expresado en casi todas las células del cuerpo humano y regula genes implicados en desarrollo, metabolismo y respuesta inmune. Debido a que el gen del receptor es expresado en diversas isoformas, tiene diferentes efectos (pleiotrópicos) en diferentes partes del cuerpo.
Cuando el receptor se une a algún glucocorticoide, el primer mecanismo de acción que se dispara es la regulación de la transcripción. El receptor libre (no unido a ligando) se localiza en el citoplasma de la célula, pero cuando se une al ligando el complejo receptor/glucocorticoide formado puede seguir por dos rutas diferentes: si se transloca al núcleo, el complejo activará la expresión de proteínas antiinflamatorias; si se mantiene en el citoplasma, el complejo reprimirá la expresión de proteínas pro-inflamatorias (impidiendo la translocación de otros factores de transcripción del citosol al núcleo).

## Estructura
Al igual que otros receptores esteroideos, el receptor de glucocorticoides presenta una estructura modular que consta de los siguientes dominios:
- A/B: Dominio regulador N-terminal.
- C: Dominio de unión a ADN (DBD).
- D: Región bisagra.
- E: Dominio de unión a ligando (LBD).
- F: Dominio C-terminal.

## Unión de ligando y respuesta
En ausencia de hormona, el receptor de glucocorticoides se localiza en el citosol formando complejos con diversas proteínas incluyendo la proteína de choque térmico 90 (Hsp90), la proteína de choque térmico 70 (Hsp70) o la proteína FKBP52 (proteína 52 de unión a FK506). El cortisol, un glucocorticoide endógeno, es capaz de difundir a través de la membrana celular, llegar al citoplasma y así unirse al receptor de glucocorticoides, dando lugar así a la liberación de las proteínas de choque térmico. Esta nueva forma activada del receptor de glucocorticoides unido al cortisol presenta dos mecanismos principales de acción: uno de transactivación y otro de transrepresión, que son descritos a continuación.

### Transactivación
Este es un mecanismo directo de acción que implica la homodimerización del receptor, su translocación por transporte activo al interior del núcleo celular y su unión a secuencias específicas del ADN que activan la transcripción de los genes diana. Este mecanismo de acción es denominado transactivación y el tipo de respuesta biológica que producirá dependerá del tipo celular donde tenga lugar.

### Transrepresión
En ausencia de la forma activada del receptor de glucocorticoides, otros factores de transcripción tales como NF-kB o AP-1 son capaces de transactivar sus genes diana. Sin embargo, una vez activado, el receptor de glucocorticoides puede formar complejos con estos y otros factores de transcripción, impidiéndoles su unión a sus genes diana y así, reprimiendo la expresión de estos genes que normalmente verían favorecida su expresión por NF-kB o AP-1. Este mecanismo indirecto de acción es denominado transrepresión.

## Importancia clínica
Se ha podido observar que el receptor de glucocorticoides se encuentra mutado en determinadas patologías, como en el caso de la resistencia a glucocorticoides familiar.

## Agonistas y antagonistas
El receptor de glucocorticoides presenta algunos agonistas como la dexametasona, y algunos antagonistas como RU486, ciproterona, progesterona y DHEA.

## Interacciones
El receptor de glucocorticoides ha demostrado ser capaz de interaccionar con:
- Tiorredoxina[9]
- MED14[10]
- CREBBP[11]
- NCOA2[12][13]
- HNRPU[14]
- POU2F1[15][16][17]
- STAT5B[18]
- RELA[19][20][21]
- NCOR1[22][23]
- TRIM28[24]
- NCOA3[25][12]
- NRIP1[26][12][27]
- CEBPB[28]
- SMAD3[29][30]
- Receptor de mineralcorticoides[31]
- DAXX[32]
- STAT3[33][34]
- DAP3[35]
- Proteína de choque térmico 90 alfa[36][35][37][38][39][40][41]
- RANBP9[42]
- MED1[12][10]
- NCOA1[12][43]
- BAG1[44][45]
- SMARCD1[25]
- SMARCA4[25][46]
- YWHAH[47]